# Семигинівська сільська рада
Семигинівська сільська рада — орган місцевого самоврядування у Стрийському районі Львівської області. Адміністративний центр — село Семигинів.

## Загальні відомості
Водоймища на території, підпорядкованій даній раді: річка Стрий.

## Населені пункти
Сільській раді підпорядковані населені пункти:
- с. Семигинів

## Склад ради
Рада складається з 16 депутатів та голови.

### Керівний склад попередніх скликань
| ПІБ                       | Основні відомості                                                                     | Дата обрання | Дата звільнення |
| ------------------------- | ------------------------------------------------------------------------------------- | ------------ | --------------- |
| Кузик Василь Йосипович    | Сільський голова, 1964року народження, освіта вища                                    | 03.10.1994   | 26.03.2006      |
| Кара Василь Володимирович | Сільський голова, 1959 року народження, член Всеукраїнського об'єднання «Батьківщина» | 26.03.2006   | 31.10.2010      |
| Грех Ольга Михайлівна     | Сільський голова, 1958 року народження, освіта вища, позапартійна                     | 31.10.2010   | 26.10.2015      |
| Какось Андрій Іванович    | Сільський голова, 1983 року народження                                                | 26.10.2015   |                 |

Примітка: таблиця складена за даними джерела